# Sublevación del cuartel de San Gil

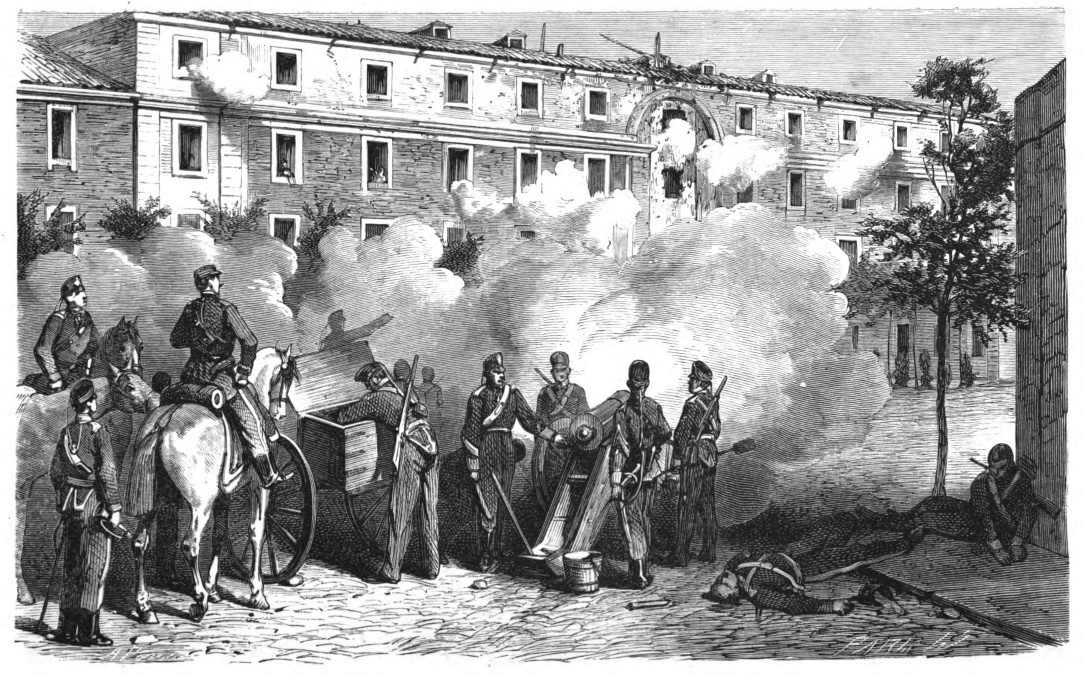
Ataque y defensa de los artilleros pronunciados en el cuartel de San Gil el día 22 de junio de 1866. Grabado de Marcelo París por dibujo de Alfredo Perea: Carlos Rubio, Historia filosófica de la revolución española de 1868, Madrid, 1868.

La sublevación del cuartel de artillería de San Gil fue un motín contra la reina Isabel II de España que se produjo el 22 de junio de 1866 en Madrid bajo los auspicios de los partidos progresista y democrático con la intención de derribar la monarquía. Según Jorge Vilches, la novedad que presentó la sublevación del cuartel de San Gil fue que «los movimientos revolucionarios hasta 1866 no habían puesto en duda la legitimidad de Isabel II, limitándose a pedir una política o un texto más liberales, otra Regencia, o un cambio de gobierno», y en cambio «a partir de aquella fecha la revolución añadía a sus aspiraciones el destronamiento de los Borbones».

## Antecedentes
En junio de 1865, tras los sucesos de la Noche de San Daniel, el general unionista Leopoldo O'Donnell sustituyó al moderado general Narváez al frente del gobierno. O'Donnell ofreció al general Prim un amplio grupo parlamentario para los progresistas en las futuras elecciones si conseguía que abandonaran el retraimiento, pero en la junta general del partido que se celebró en noviembre de 1865 su propuesta de participación en las elecciones volvió a salir derrotada pues sólo consiguió 12 votos de los 83 emitidos. Al no conseguir que su partido apoyara la vuelta a las instituciones, el general Prim optó por la vía del pronunciamiento para que la reina lo nombrara presidente del gobierno, emulando la experiencia de la Vicalvarada de 1854. Así el 3 de enero de 1866 Prim encabezó el pronunciamiento de Villarejo de Salvanés que resultó un rotundo fracaso. Esto hizo que Prim apoyara a partir de entonces la línea mayoritaria de su partido basada en el retraimiento y en la alianza con los demócratas, y que se dedicara en cuerpo y alma a preparar una insurrección que derribara a la monarquía de Isabel II.

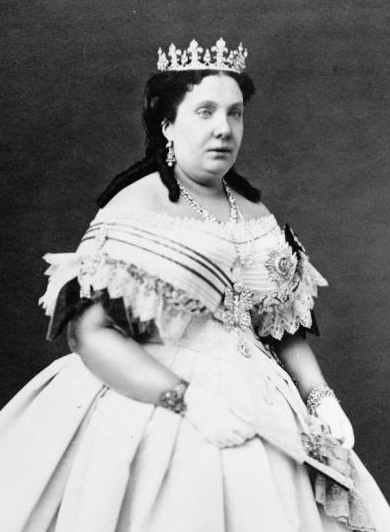
Isabel II de España

A esta situación de inestabilidad política se sumó la crisis financiera de 1866 cuyo detonante fueron las dificultades de las compañías de ferrocarriles que arrastraron en su caída a los bancos y a las sociedades de crédito que poseían la mayoría de sus acciones y obligaciones.

## Los preparativos
Así las cosas, se organizó desde la primavera un movimiento cívico-militar cuyo objetivo era destronar a la reina. Al frente de la organización militar y desde el exilio se encontraba el general Juan Prim, huido y condenado a muerte desde el fracasado pronunciamiento de Villarejo de Salvanés. Los partidarios de derrocar a la Corona designaron a Ricardo Muñiz Viglietti como el responsable de agitar a los barrios obreros y pobres de Madrid para acompañar el golpe de Estado con una reacción popular. Entre los civiles se encontraba también Sagasta.
Se fijó la fecha del 26 de junio para la sublevación, nombrándose como generales al mando a Blas Pierrad y Juan Contreras, dirigidos por Prim, que debía entrar por la frontera francesa para hacer una proclama en Guipúzcoa y ayudar así al levantamiento de distintas unidades en todo el territorio nacional. La primera unidad en sublevarse ese día debía ser el cuartel de artillería de San Gil —situado en el interior de Madrid, donde hoy se encuentra la plaza de España, muy próximo al Palacio Real— que al parecer, junto con unidades de Infantería, debía tomar el Palacio Real.

## Los acontecimientos

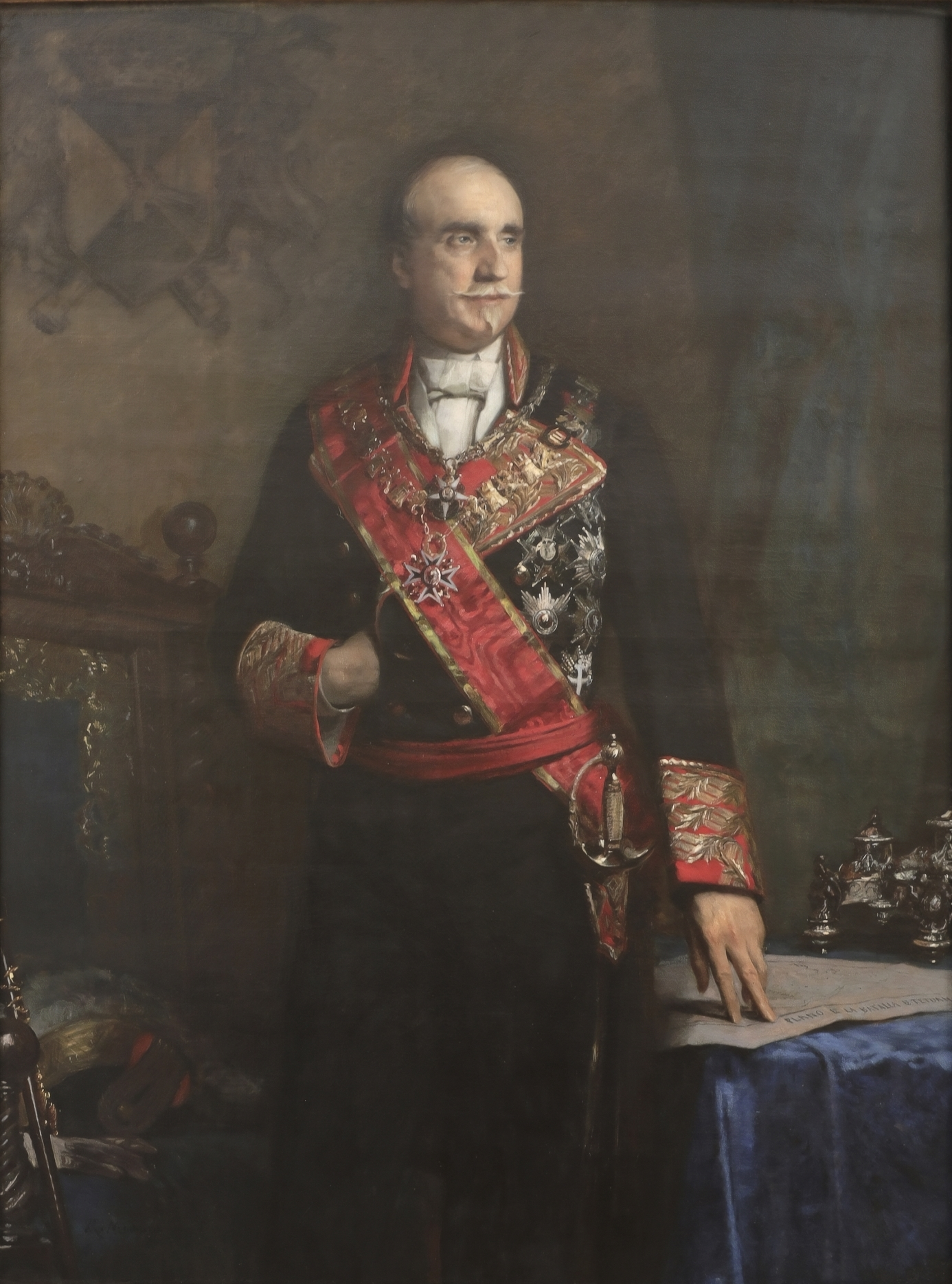
Leopoldo O´Donell, pintado por Raimundo Madrazo en 1867. La sublevación del cuartel de San Gil supondría el fin de gobierno de O'Donnell.

Los suboficiales sargentos del cuartel de San Gil eran los que debían reducir a los oficiales el día 26, pero los hechos se precipitaron. Temerosos de ser descubiertos, ya que O'Donnell y el gobierno estaban informados de ciertos movimientos militares en torno al acuartelamiento, se sublevaron cuatro días antes, el 22 con el capitán Baltasar Hidalgo de Quintana al frente consiguiendo su primer objetivo.
Los sargentos de artillería tenían motivos de queja contra el gobierno porque este, a diferencias del resto de armas del ejército, no les permitía promocionar más allá del empleo de capitán, al no haber salido de la Academia de Artillería de Segovia. Esto fue causa de conflicto en 1864, cuando el general Córdova ocupó el puesto de director de artillería y ofreció esta posibilidad de ascenso con la que no estaban de acuerdo los facultativos, al considerar que los prácticos no tenían la preparación científica para ocupar estos cargos de responsabilidad. A cambio les ofrecían retiros más ventajosos que en otras armas según sus años de servicio. Sobre lo ocurrido en el interior del cuartel de San Gil de Madrid el 22 de junio de 1866 las contradicciones de detalle abundan en las distintas fuentes  e incluso hay versiones de conspiradores que difieren totalmente entre sí (ver "carta de justificación" de Baltasar Hidalgo de Quintana). En los días inmediatos a los sucesos se publican en prensa versiones contradictorias, de las que algunos historiadores adoptaron la que consideraron más verosímil. "El caso es que los artilleros del cuartel de San Gil, que habían planeado sorprender a sus oficiales de guardia para encerrarles, se encontraron con que uno de ellos se resistía y les disparaba, lo que dio lugar a una carnicería y desconcertó los planes de actuación previstos. Saliendo en desorden del cuartel, unos 1.200 hombres vagaron por las calles de Madrid con 30 piezas de artillería, mientras los dos mil paisanos [progresistas y demócratas] que se habían sublevado luchaban con heroísmo en las barricadas". Historiadores como Lafuente y Salcedo Ruiz describen la muerte del teniente Martorell, a quien le correspondía estar de guardia en el cuarto de banderas, sin citar más detalles no constatados. La datos obtenidos en documentación oficial no coinciden en la hora de inicio y escenario donde mueren los oficiales.
Los tres regimientos de artillería se dirigieron hacia el interior de la ciudad camino de la Puerta del Sol al tiempo que animaban a sublevarse al cuartel de infantería de la Montaña. Durante el trayecto se enfrentaron victoriosos con unidades de la Guardia Civil. Al mismo tiempo, O'Donnell, Narváez, Serrano, Isidoro de Hoyos y Zabala, además de buena parte del resto de los generales destinados en Madrid se habían distribuido por la capital ocupando las unidades de artillería que no se habían sublevado para que permaneciesen fieles, así como posiciones defensivas en el Palacio Real.
En la Puerta del Sol estaba previsto que se unieran los milicianos movilizados por los hombres de Ricardo Muñiz Viglietti, pero las fuerzas leales al gobierno mantuvieron la posición con duros combates durante la noche. Al mismo tiempo, unidades artilleras sublevadas trataron de entrar en el Palacio Real junto con más de mil milicianos sin conseguirlo, al ser detenidos por unidades leales a la reina, que les dispararon desde el interior de la plaza y del propio edificio.
Una vez los sublevados no pudieron seguir su avance, las tropas de Serrano y O'Donnell efectuaron un plan para ir reduciendo las barricadas que se habían instalado en varias calles de la ciudad hasta cercar a los sublevados en el propio cuartel del que habían partido. El día 23 el edificio artillero estaba cercado y se combatió piso por piso hasta tomarlo por completo en esa tarde.
Las últimas barricadas callejeras fueron asaltadas por las unidades que dirigía el general Francisco Serrano, dando por concluida la sublevación.

## Consecuencias

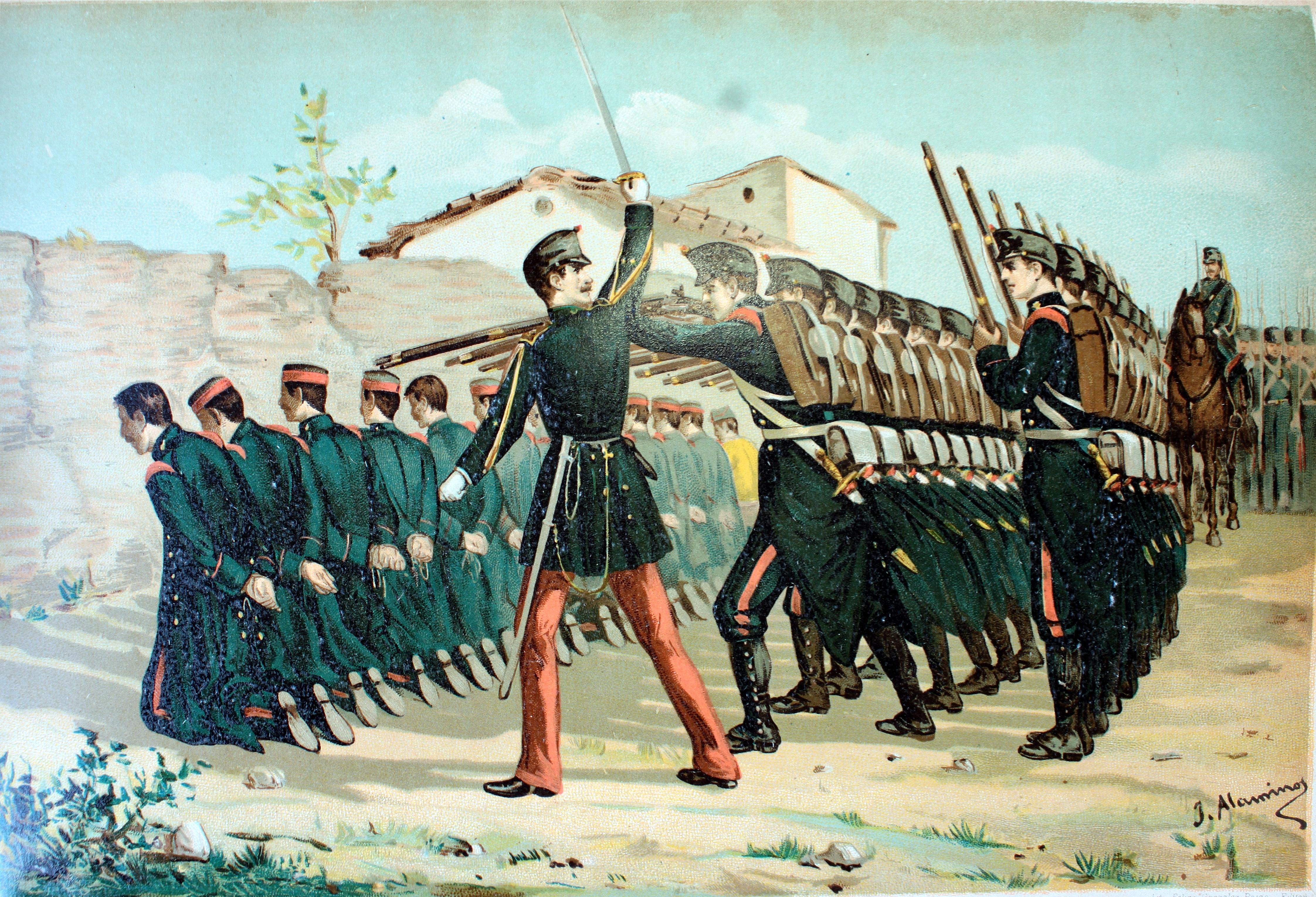
Los fusilamientos del 25 de junio de 1866, por Juan de Alaminos (1892).

La sublevación fracasó pero O'Donnell se encontró en una difícil situación pues varios oficiales habían resultado muertos por los insurrectos —la versión oficial fue que los sargentos sublevados habían «asesinado a sus jefes»—, lo que le obligaba a aplicar una dura represión. O'Donnell resaltó el hecho de que los sargentos habían «repartido fusiles a los paisanos proletarios que acudían a recibirlos», lo que a él le pareció el inicio de una revolución social por lo que llegó a afirmar en las Cortes a los pocos días: «los horrores de la revolución francesa no se hubieran parecido en nada a lo que habría pasado aquí... aquí no existían más principios ni otro objeto que el saqueo, el asesinato y la desaparición de los fundamentos sociales». Y concluyó su intervención instando a los diputados a olvidar «nuestras disensiones pequeñas... para hacer frente a la revolución social». Opinión que era compartida por Narváez quien afirmó que este era el primer movimiento que se había producido en España que tenía «un carácter social verdadero».
La represión del levantamiento fue muy dura. Fueron fusiladas 66 personas, en su inmensa mayoría sargentos de artillería, y también algunos soldados. El 7 de julio se producen los últimos fusilamientos, entre los que se incluye el del general carlista Juan Ordóñez de Lara, el de quien había asesinado al coronel Federico Puig y el de un paisano que había dado muerte a un guardia civil en la calle de Toledo, según publica La Gaceta. A pesar de eso la reina insistió ante O'Donnell para que fueran fusilados inmediatamente todos los detenidos, alrededor de unos mil, a lo que el jefe del gobierno se negó y se dijo que comentó: «¿Pues no ve esa señora que, si se fusila a todos los soldados cogidos, va a derramarse tanta sangre que llegará hasta su alcoba y se ahogará en ella?». Los condenados a muerte fueron fusilados junto a los muros exteriores de la plaza de toros, que entonces estaba situada a un centenar escaso de metros de la Puerta de Alcalá.
Por otro lado, la sublevación dejó claro que los progresistas se habían puesto fuera del sistema y habían optado por la «vía revolucionaria» por lo que había fracasado la estrategia de la Unión Liberal y del propio O'Donnell de integrarlos mediante una política muy liberal, asumiendo muchas de sus propuestas, con el fin último de formar con ellos el partido liberal del régimen isabelino que se alternaría con el partido conservador, que representaban los moderados. Así que la reina destituyó a O'Donnell y llamó de nuevo a Narváez para que formara gobierno. Según Josep Fontana, la razón de la sustitución de O'Donnell fue que la reina consideró que había sido demasiado blando en la represión de la sublevación.
Según Juan Francisco Fuentes, «el carácter errático de la Monarquía se demostró una vez más tras el fracaso del levantamiento del cuartel de San Gil. O'Donnell podía haber quedado a los ojos de la reina como el hombre que la había salvado de un trance muy apurado. En vez de eso, Isabel II aprovechó la primera ocasión para forzar la caída del gobierno: el 10 de julio, el general presentó un decreto nombrando nuevos senadores y la reina se negó a poner su firma. La crisis estaba servida, y la solución también. Isabel II recurrió de nuevo, por última vez, a Narváez. Se ha dicho que aquélla fue la peor decisión política tomada por la reina a lo largo de su reinado, tras la cual muchos vieron la influencia de su confesor, el padre Claret, decidido partidario de una política autoritaria y ultramontana... [y que nunca perdonó] a O'Donnell el reconocimiento del reino de Italia».